# Système immunitaire artificiel
Un système immunitaire artificiel (SIA) est une catégorie d'algorithme inspirée par les principes et le fonctionnement du système immunitaire naturel (SIN) des vertébrés. Ces algorithmes exploitent typiquement les caractéristiques du système immunitaire pour ce qui est de l'apprentissage et de la mémorisation comme moyens de résolution de problèmes.
Les fonctionnements simulés dans les SIA comprennent la reconnaissance de motifs, l'hypermutation, la sélection clonale pour les cellules B, la sélection négative (en) pour les cellules T, la maturation d'affinité (en) et la théorie des réseaux immunitaires.

## Métaphore
Cet article couvre l'implantation algorithmique de ces fonctionnalités. Pour la terminologie biologique, le lecteur pourra se référer à l'article sur le système immunitaire naturel.
Du point de vue de l'informatique, le système immunitaire artificiel est un système distribué auto-organisé avec un contrôle décentralisé pouvant effectuer des tâches de classification, de reconnaissance et d'apprentissage à l'aide de processus d'extraction, de communication et de mémorisation.

## Principes de base
Les modèles de conceptions les plus utilisés sont les réseaux immunitaires, la sélection clonale et la sélection négative.
Les algorithmes de sélection clonale sont utilisés couramment pour l'hypermutation des anticorps. Cela permet d'améliorer la chaîne des attributs (comme une mesure de la fonction d'affinité) en utilisant seulement la mutation.

### Reconnaissance de motifs
La représentation des anticorps et des antigènes est implantée communément par des chaînes d'attributs. Les attributs peuvent être des nombres binaires, entiers ou réels. En principe n'importe quel attribut ordinal peut être utilisé. La correspondance est calculée sur la base de la distance euclidienne, la distance de Manhattan ou la distance de Hamming.

## Applications
Sécurité informatique, détection de fautes.

## Historique
Les travaux sur les SIA ont commencé dans le milieu des années 1980 avec l'article de Farmer, Packard et Perelson (1988) et ceux de Varela et Bersini sur les réseaux immunitaires (1990). Cependant c'est seulement dans le milieu des années 1990 que les SIA devinrent un sujet à part entière. Les travaux de Forrest et al. sur la sélection négative commencèrent en 1994, tandis que Dasgupta menait des études sur les algorithmes de sélection négative. Hunt et Cooke commencèrent leurs travaux sur les modèles de réseaux immunitaires en 1995. Timmis et Neal continuèrent ces travaux en y apportant des améliorations.
Le premier livre sur les Systèmes Immunitaires Artificiels a été édité par Dasgupta en 1999. Les travaux de De Castro & Von Zuben et Nicosia & Cutello sur la sélection clonale (CLONALG) furent remarqués en 2002.
De nouvelles voies, comme la théorie du danger (observation des dégâts plutôt que celle des agents pathogènes) et des algorithmes inspirés par le système immunitaire inné ont également été explorées. Le fait qu'elles apportent quelque chose au-delà des algorithmes des SIA existants est actuellement le sujet de débats qui animent le développement des SAI.
Au départ, les travaux sur les SAI visaient à trouver des abstractions efficientes des phénomènes découverts dans le système immunitaire. Plus récemment, les praticiens des SAI se sont aussi intéressés à la modélisation du système immunitaire et à l'application des résultats issus des SIA aux problèmes d'immunologie (ce qui entre dans le cadre de l'immunoinformatique (en)).